# Canthigaster rivulata
Canthigaster rivulata, tên thông thường là cá nóc sọc nâu, là một loài cá biển thuộc chi Canthigaster trong họ Cá nóc. Loài này được mô tả lần đầu tiên vào năm 1850.

## Phân bố và môi trường sống
C. rivulata có phạm vi phân bố rải rác ở vùng biển Ấn Độ Dương - Thái Bình Dương, và cả Đại Tây Dương. Loài này đã được ghi nhận tại: phía bắc Somalia; phía bắc Nam Phi, Seychelles và quần đảo Mascarene; ngoài khơi Oman; phía nam Nhật Bản (và quần đảo Ogasawara) trải dài xuống đảo Đài Loan và phần phía nam của biển Hoa Đông; Tây Úc, Đông Bắc Úc và New Caledonia; quần đảo Hawaii và quần đảo Society; ngoài khơi bờ biển Angola. C. rivulata được thu thập xung quanh các rạn san hô và đá ngầm, hoặc trong các thảm cỏ biển ở độ sâu khoảng 350 m trở lại.

## Mô tả
C. rivulata trưởng thành có kích thước tối đa được ghi nhận là khoảng 18 cm. Cơ thể của C. rivulata có 2 dải đen dọc theo phía trước khe mang, dải dưới mờ hơn dải trên. Nhiều đốm đen nhỏ ở bụng. Vây đuôi có các sọc đen và đốm đen ở gốc đuôi.
Số gai ở vây lưng: 0; Số tia vây mềm ở vây lưng: 9 - 10; Số gai ở vây hậu môn: 0; Số tia vây mềm ở vây hậu môn: 9 - 10; Số tia vây mềm ở vây ngực: 16 - 18.
Cũng như những loài cá nóc khác, C. rivulata có khả năng sản xuất và tích lũy các độc tố như tetrodotoxin và saxitoxin trong da, tuyến sinh dục và gan. Mức độ độc tính khác nhau tùy theo từng loài, và cũng phụ thuộc vào khu vực địa lý và mùa.
Thức ăn của C. rivulata rất đa dạng, bao gồm rong tảo, các loài động vật giáp xác và động vật thân mềm. Chúng sống thành đàn. C. rivulata được đánh bắt nhằm mục đích thương mại cá cảnh.